# 関和彦
関 和彦（せき かずひこ、1946年6月6日 - 2019年3月31日）は、日本史学者。専攻・日本古代史。  　

## 経歴
東京都生まれ。1969年早稲田大学文学部卒業。1971年同大学院文学研究科日本史学専攻修士課程修了。1995年「日本古代社会生活史の研究」で、博士（歴史学）（國學院大學）の学位を取得。共立女子第二中学校・高等学校校長、国学院大学文学部兼任講師、島根県古代文化センター客員研究員。

## 著書
- 『邪馬台国論』校倉書房、1983
- 『風土記と古代社会』塙選書、1984
- 『日本古代社会生活史の研究』校倉書房 歴史科学叢書、1994
- 『卑弥呼 倭の女王は何処に』三省堂、1997 歴史と個性
- 『古代農民忍羽を訪ねて 奈良時代東国人の暮らしと社会』中公新書、1998
- 『新・古代出雲史 『出雲国風土記』再考』藤原書店、2001
- 『出雲国風土記註論 総記・意宇郡条』島根県古代文化センター、2003
- 『出雲国風土記註論 嶋根郡・巻末条』島根県古代文化センター、2004
- 『古代出雲への旅 幕末の旅日記から原風景を読む』中公新書、2005
- 『『出雲国風土記』註論』明石書店、2006
- 『古代に行った男ありけり 古代の心象風景を出雲に探る』今井印刷 2012
- 『古代出雲の深層と時空』同成社、2014

### 共編著
- 『古代王権と交流 2　古代東国の民衆と社会』編 名著出版、1994
- 『出雲の原郷』瀧音能之共編　大社文化事業団、1995
- 『日本の歴史 08　古代天皇制を考える』大津透、大隅清陽、熊田亮介、丸山裕美子、上島享、米谷匡史共著　講談社、2001 のち学術文庫
- 『日本古代史地名事典』加藤謙吉、遠山美都男、仁藤敦史、前之園亮一共編 雄山閣、2007

## 参考
- セブンネットショッピング